# フッギング (上オーストリア)

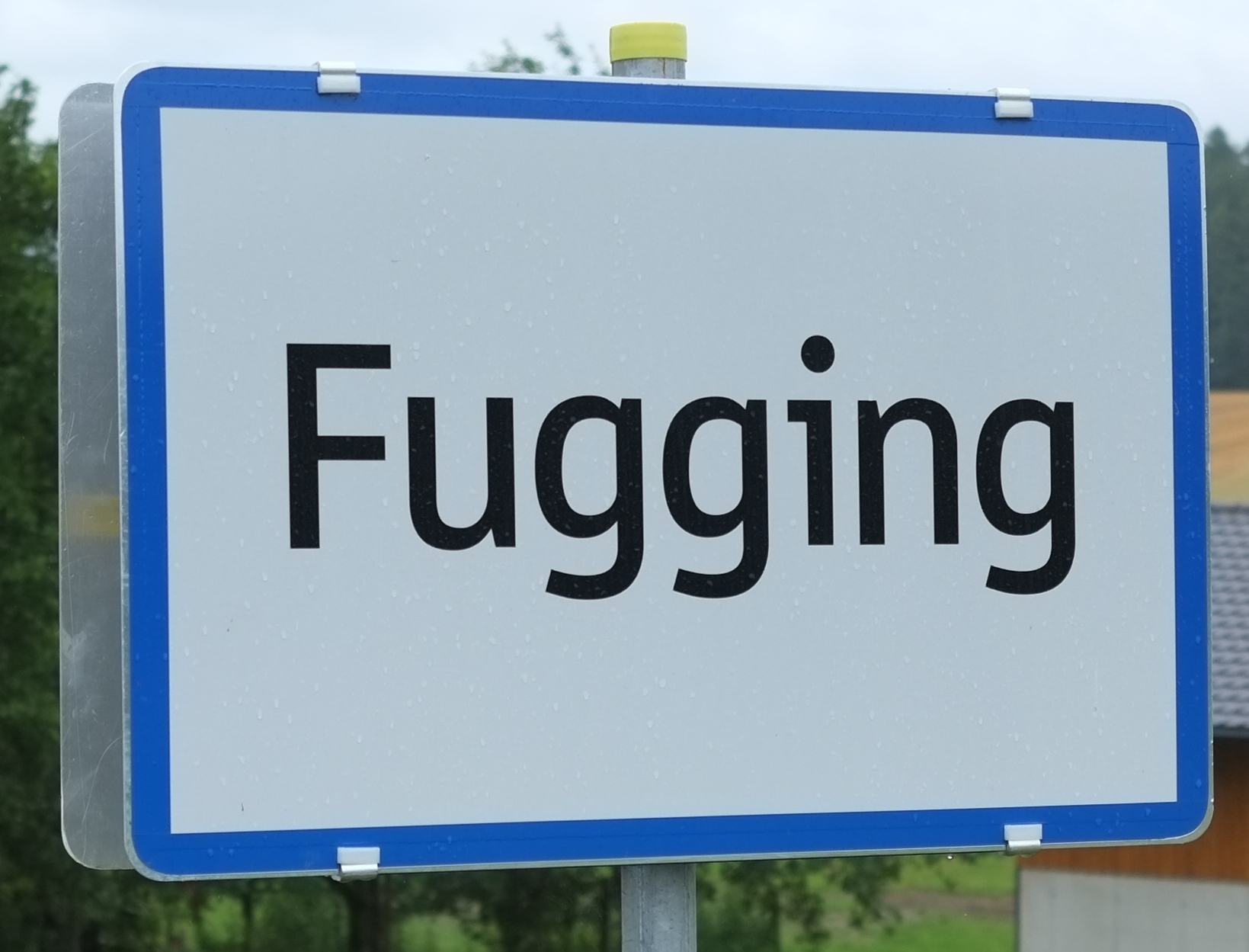
改称後の標識（2022年）

フッギング（ドイツ語: Fugging）はオーストリアのオーバーエスターライヒ州にある集落である。イン地区、ブラウナウ・アム・イン郡にあるタルスドルフの一部を成す。ザルツブルク近郊に位置し、人口は約100人。
地名の旧称であるフッキング（ドイツ語: Fucking、IPA: [ˈfʊkɪŋ]）は、英語で性行為を意味する卑猥な言葉「fuck」を動名詞化・現在分詞化したものと綴りが同じであり、英語圏では珍地名として知られた。

## 歴史
この集落が記録に現れるのは1070年のことであり、6世紀のフォッコ（ドイツ語: Focko）という人物の名に由来すると言い伝えられている。「-ing」は古ゲルマン語で「…の一族」を意味する接尾語である。
第二次世界大戦の後、ザルツブルク付近に駐屯したイギリスとアメリカの兵士がこの地名を発見し、観光客が訪れるようになった。この集落は、特にイギリスの観光客に良く知られている。この地方のツアーガイドは「ドイツの方は、どなたもザルツブルクにあるモーツァルトの家を、アメリカの方はサウンド・オブ・ミュージックの撮影地を、日本の方はブラウナウにあるヒトラーの出生地をご覧になりたいとお考えです。しかし、イギリスの方はそれがフッキングなのです」と説明している。
1996年および2004年には、度重なる標識の盗難から改名が提案されたが、住民投票によって否決された。その後も悪質な観光客やイタズラ電話が後を絶たず、2012年4月に再度改名に向けた住民投票が行われた。しかし、改名案と同名のフッギング（独: Fugging）という集落がすでにオーストリア国内に存在していたために改名できなかった。奇遇なことに既存のフッギングも元はフッキング（独: Fuking）という地名だったが、1836年に現在のものに改名された歴史がある。双方のフッキングという地名は、どちらも先述のフォッコに由来するために同じ地名となったものである。
2020年11月17日、タルスドルフ議会は2021年1月1日以降フッキングをフッギング（独: Fugging）と改称する旨を決議した。なお、この決議において近隣の集落であるオーバーフッキング（独: Oberfucking）とウンターフッキング（独: Unterfucking）については言及されなかった。

## 標識
集落の名を掲示した道路標識は、しばしば記念撮影に使われるが、標識が盗難の被害に遭うことも多い。2005年に標識は盗難対策のためコンクリートの土台に設置されたものになっている。これらの標識には下に別の標識が取り付けられているものもある。それには子供の男女二人のイラストと共に「Bitte - nicht so schnell!」（ドイツ語で「お願い、そんなに急がないで！」の意）と書かれている。これは子供を交通事故から守るため、自動車の速度を落とすよう注意を呼びかけるものであるが、この地名と並んでいるためにダブル・ミーニングと取られかねないものになってしまっている。